# Шило (поселение)
Шило́ (ивр. שִׁילֹה‎) — израильское поселение на Западном берегу реки Иордан, в 45 км к северу от Иерусалима. Входит в региональный совет Мате-Биньямин.

## История
Основано в 1978 году активистами Гуш Эмуним неподалёку от Тель-Шило, где сохранились развалины древнего города Шило (Силома). Получило официальное признание израильского правительства в 1979.

## Население
По данным Центрального статистического бюро Израиля, население на начало 2020 года составляло 4 356 человек.

## Современное состояние
В поселении действуют учебные заведения, иешиват-хесдер, поликлиники, торговые центры, стадионы, бассейн и несколько синагог. Одна из синагог поселения выстроена по форме, описанной в Библии древней Скинии.